# 田園調布学園大学
田園調布学園大学（でんえんちょうふがくえんだいがく、英語: Den-en Chofu Gakuen University）は、神奈川県川崎市麻生区東百合丘3-4-1に本部を置く日本の私立大学。1926年創立、2002年大学設置。

## 概要
首都圏西部大学単位互換協定会協定校。
田園調布学園中等部・高等部は系列校で学内推薦入学制度が存在する。
法人としては、この他に幼稚園を一園、認定こども園を一園運営している。

## 沿革
- 1926年
  - 6月5日 - 東京・田園調布に調布学園開校（調布女学校）
  - 7月6日 - 調布幼稚園設置認可
- 1927年4月 - 調布高等女学校開学
- 1944年5月27日 - 調布幼稚園閉鎖
- 1947年4月 - 調布中学校設置
- 1948年4月 - 調布高等学校設置。財団法人調布高等女学校を財団法人調布学園に名称変更
- 1951年3月10日 - 財団法人調布学園を学校法人調布学園に組織変更認可
- 1953年2月17日 - 調布幼稚園，、現在地で再開
- 1967年4月 - 神奈川県川崎市の現在地に調布学園女子短期大学開学、英語科を開設
- 1976年4月 - 調布学園女子短期大学の英語科を英語英文科に名称変更
- 1990年4月 - 調布学園女子短期大学に日本語日本文化学科を開設
- 1991年4月 - 調布学園女子短期大学の英語英文科を英語英文学科に名称変更
- 1998年4月 - 調布学園女子短期大学を調布学園短期大学に名称変更し、男女共学化。人間福祉学科を開設
- 1999年4月 - 調布学園短期大学の英語英文学科を英語コミュニケーション学科に名称変更
- 2002年4月 - 田園調布学園大学開学。人間福祉学部人間福祉学科及び地域福祉学科開設（調布学園短期大学人間福祉学科を改組）。調布学園短期大学を田園調布学園大学短期大学部に名称変更し、人間文化学科を開設〈英語コミュニケーション学科及び日本文化学科を改組）
- 2003年4月 - 調布高等学校の生徒募集停止
- 2004年4月 - 調布中学校・調布高等学校を田園調布学園中等部・高等部に改称
- 2006年4月 - 田園調布学園大学人間福祉学部に子ども家庭福祉学科を開設。田園調布学園大学短期大学部人間文化学科の学生募集停止
- 2007年4月 - 田園調布学園大学短期大学部人間文化学科を廃止
- 2009年4月 - 田園調布学園大学人間福祉学部の地域福祉学科及び子ども家庭福祉学科の学生募集停止
- 2010年4月 - 田園調布学園大学人間福祉学部の人間福祉学科を社会福祉学科に名称変更、田園調布学園大学人間福祉学部の地域福祉学科を心理福祉学科に、子ども家庭福祉学科を子ども未来学部子ども未来学科に改組。田園調布学園大学みらいこども園（新城みらい幼稚園、新城みらい保育園）開園
- 2014年4月 - 田園調布学園中等部・高等部を併設型中高一貫校に移行
- 2015年4月 - 大学院人間学研究科・子ども人間学専攻修士課程を開設
- 2019年4月 - 人間科学部心理学科開設、大学院人間学研究科・心理学専攻修士課程を開設
- 2023年4月 - 人間福祉学部を共生社会学科に改名
- 2025年4月 - 子ども未来学部を改組し、子ども教育学部を開設予定

## 教育および研究

### 組織

#### 学部・学科
- 人間福祉学部
  - 社会福祉学科
    - 社会福祉専攻
    - 介護福祉専攻

  - 共生社会学科
- 子ども未来学部（令和7年4月学生募集停止）
  - 子ども未来学科
- 人間科学部
  - 心理学科
- 子ども教育学部（令和7年4月開設予定）
  - 子ども教育学科
    - 幼小コース
    - 幼保コース

#### 大学院
- 人間学研究科
  - 子ども人間学専攻（修士課程）
  - 心理学専攻（修士課程）

### その他
放送大学学園と単位互換協定を締結している。

## 系列校
- 田園調布学園中等部・高等部
- 調布幼稚園
- 田園調布学園大学みらいこども園
  - 田園調布学園大学新城みらい幼稚園
  - 田園調布学園大学新城みらい保育園

## 交通アクセス
全てのバス、「田園調布学園大学前」下車
- 東急田園都市線宮前平駅より
  - 川崎市交通局　宮前平駅1番乗り場 生01 生田駅行き
  - 川崎市交通局　宮前平駅4番乗り場 生01 生田駅行き
- 東急田園都市線溝の口駅より
  - 川崎市交通局　溝口駅南口3番乗り場 溝11 新百合丘駅行き
- 東急田園都市線たまプラーザ駅より
  - 小田急バス　たまプラーザ駅北口6番乗り場 新25 新百合ヶ丘駅行き
- 東急田園都市線・横浜市営地下鉄ブルーラインあざみ野駅より
  - 東急バス　あざみ野駅東口4番乗り場 あ29 田園調布学園大学行き
- 小田急小田原線・小田急多摩線新百合ヶ丘駅より
  - 川崎市交通局　新百合ヶ丘駅前2番乗り場 溝11 溝口駅南口行き
  - 川崎市交通局　新百合ヶ丘駅前2番乗り場 新12 鷲ヶ峰営業所前行き
  - 小田急バス　新百合ヶ丘駅前7番乗り場 新19 田園調布学園大学行き
  - 小田急バス　新百合ヶ丘駅前7番乗り場 新20 田園調布学園大学行き
  - 小田急バス　新百合ヶ丘駅前7番乗り場 新25 たまプラーザ駅行き
- 小田急小田原線生田駅より
  - 川崎市交通局 生田駅（南口）2番乗り場 生01 宮前平駅行き
  - 川崎市交通局 生田駅（南口）2番乗り場 生01 宮前区役所前行き
  - 川崎市交通局 生田駅（南口）2番乗り場 生01 鷲ヶ峰営業所前行き
鷲ヶ峰営業所前行きは、田園調布学園大学前を経由しない生02・生03があるため注意が必要。
- 小田急小田原線柿生駅より
  - 川崎市交通局 柿生駅前（南口）1番乗り場 柿04 鷲ヶ峰営業所前行き